# Strażnica KOP „Poluńce”
Strażnica KOP Poluńce – zasadnicza jednostka organizacyjna Korpusu Ochrony Pogranicza pełniąca służbę ochronną na granicy polsko-litewskiej.

## Formowanie i zmiany organizacyjne
W lutym 1926, w składzie 6 Brygady Ochrony Pogranicza, został sformowany 24 batalion graniczny. W 1928 w skład batalionu wchodziło 12 strażnic. W 1928 w kompanii KOP „Hołny Wolmera” funkcjonowała strażnica KOP „Poluńce”. W latach 1932–1939 strażnica znajdowała się w strukturze 4 kompanii KOP „Puńsk”. Strażnica liczyła około 18 żołnierzy i rozmieszczona była przy linii granicznej z zadaniem bezpośredniej ochrony granicy państwowej.
W 1932 obsada strażnicy zakwaterowana była w budynku prywatnym. Strażnicę z macierzystą kompanią łączył trakt długości 7 km i droga polna długości 1,5 km.

## Służba graniczna
Podstawową jednostką taktyczną Korpusu Ochrony Pogranicza przeznaczoną do pełnienia służby ochronnej był batalion graniczny. Odcinek batalionu dzielił się na pododcinki kompanii, a te z kolei na pododcinki strażnic, które były „zasadniczymi jednostkami pełniącymi służbę ochronną”, w sile półplutonu. Służba ochronna pełniona była systemem zmiennym, polegającym na stałym patrolowaniu strefy nadgranicznej, wystawianiu posterunków alarmowych, obserwacyjnych i kontrolnych stałych, patrolowaniu i organizowaniu zasadzek w miejscach rozpoznanych jako niebezpieczne, kontrolowaniu dokumentów i zatrzymywaniu osób podejrzanych, a także utrzymywaniu ścisłej łączności między oddziałami i władzami administracyjnymi. Strażnice KOP stanowiły pierwszy rzut ugrupowania kordonowego Korpusu Ochrony Pogranicza.
Strażnica KOP „Poluńce” w 1932 ochraniała pododcinek granicy państwowej szerokości 8 kilometrów od słupa granicznego nr 110 do 125, a w 1938 pododcinek szerokości 8 kilometrów 350 metrów od słupa granicznego nr 109 do 124.
Sąsiednie strażnice:
- strażnica KOP „Buraki” ⇔ strażnica KOP „Borysówka” – 1928[1]
- strażnica KOP „Krejwiany” ⇔ strażnica KOP „Borysówka” – 1932[3], 1934[4], 1938[5]